# Mario González (mexikansk boxare)
Mario González, född den 15 augusti 1969 i Puebla, Mexiko, är en mexikansk boxare som tog OS-brons i flugviktsboxning 1988 i Seoul. Han åkte ut i semifinalen då han mötte Andreas Tews från Östtyskland.  Idag bor han i Kalifornien.